# Free Internet Chess Server

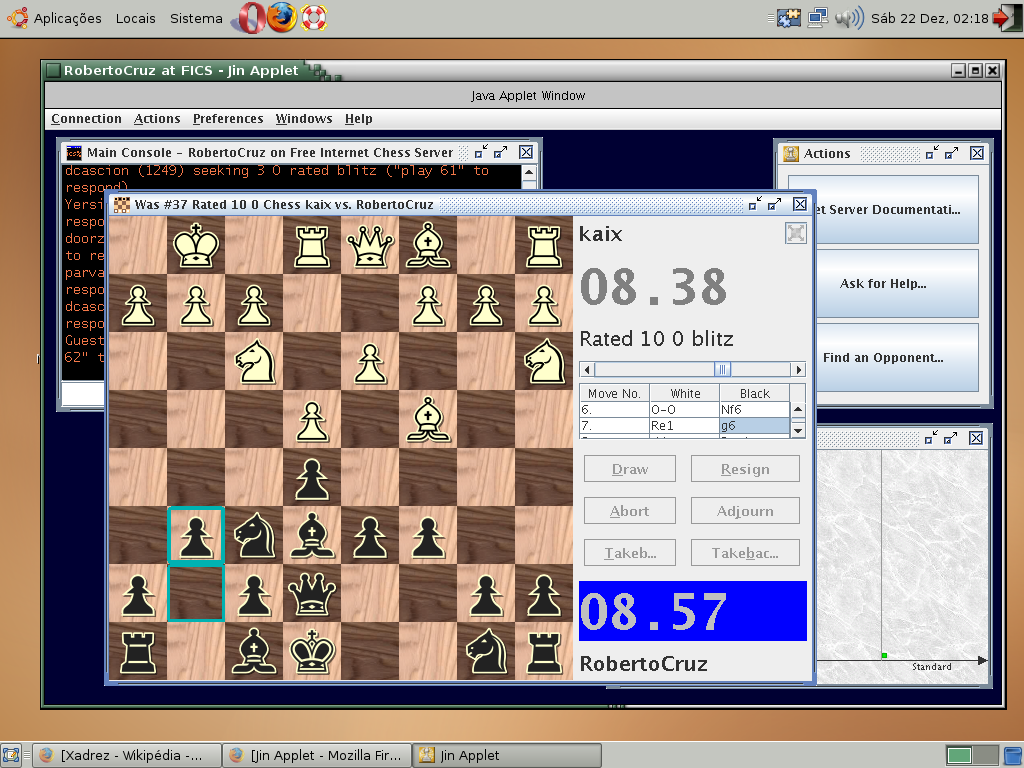
Uma partida de xadrez sendo disputada no FreeChess em sua interface gráfica oficial Jin.

Free Internet Chess Server (FICS), também conhecido como FreeChess, é um servidor de xadrez criado com o uso de software livre e mantido por enxadristas voluntários, criado como uma alternativa gratuita ao Internet Chess Club (ICC).
É considerado por muitos como o segundo maior servidor de xadrez do mundo, rivalizando com o ICC (Internet Chess Club). Portanto, conecta jogadores de xadrez do mundo inteiro.
Pode ser acessado através do próprio site, ou através de softwares - Um exemplo, é o Babaschess.